# Sativanorte
Sativanorte es un municipio colombiano situado en la provincia del Norte, en el departamento de Boyacá, en la zona centro-oriental del país, sobre la cordillera oriental, en la hoya hidrográfica del Río Chicamocha. Se encuentra a 140 km de la ciudad de Tunja, capital del departamento. Tiene una extensión de 162 kilómetros cuadrados y está dividido en diez veredas: Baracuta, Hato, Tequita, Batan, Ocavita, Topachoque, Estancia, Jupa, Datal y Centro (Chapa, Sativaviejo). Cuenta con tres diferentes pisos térmicos páramo (61,3%), clima frío (34,4%) y clima medio (4,3%).
El municipio limita al norte con Susacón, al sur con Sativasur y Tutazá, al oriente con Jericó y Socotá y al occidente con Tutazá y Onzaga (Santander).  

## Toponimia

##### Origen lingüístico[3]
- Familia lingüística: Chibcha / indoeuropea
- Lengua: Muysccubun / Latín

##### Significado
Sativa posiblemente pertenece a la lengua general Muisca y presenta los vocablos sua “sol, día”, tiva “compañero, jefe civíl”. Norte hace referencia a una posición geográfica, es el punto cardinal que indica su posición en dirección al polo Norte.

##### Origen / Motivación
Sativa nombra al cacique Sativa, jefe indígena que gobernaba la ciudad a la llegada de los españoles; el norte presenta su ubicación geográfica con respecto a Sativasur del cual fue separado su territorio

##### Nombres históricos
- San José de Sativa Norte (1683)

## Historia

### Antecedentes históricos y culturales

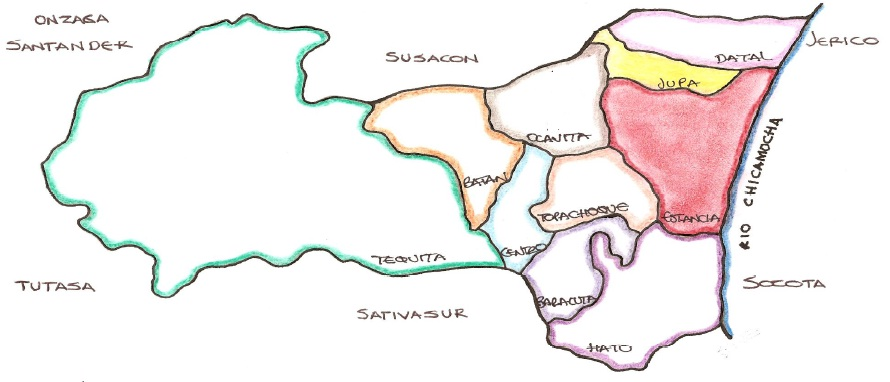
Límites y veredas de Sativanorte.

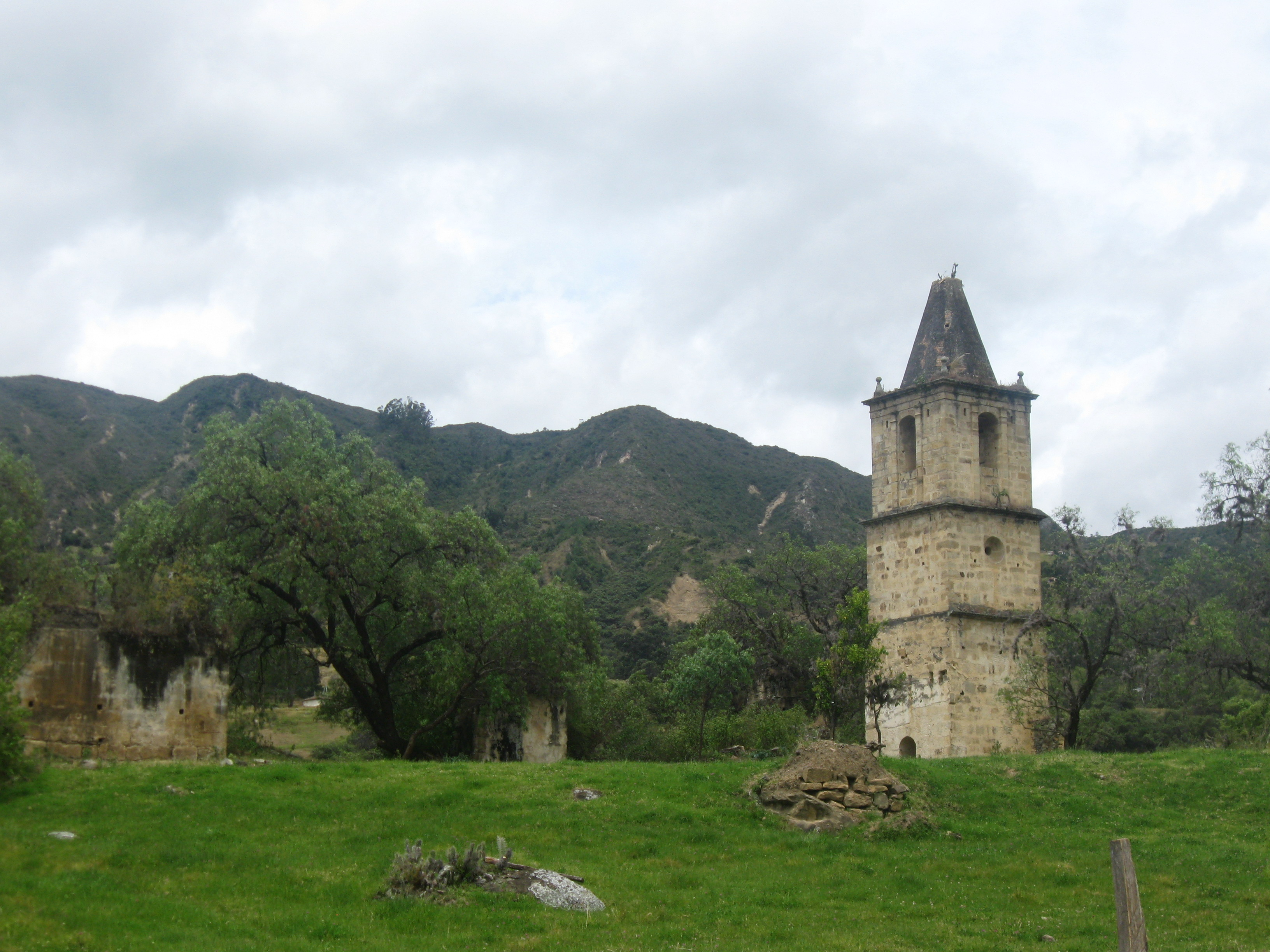
Ruinas de la iglesia construida por los españoles en Sativanorte, sitio conocido actualmente como Sativaviejo.

Existe dos versiones acerca del origen de su nombre. Algunos historiadores afirman que Sativa se deriva de Játiva, región española en donde nació la fundadora de la población Josefa de Castaño, quien dio este nombre al poblado para recordar y perpetuar el nombre de su patria. Otros asocian el nombre con los vocablos prehispánicos "Sa": persona ilustrada y "Tiva": capitán, que significa "Gran capitán". Según archivos de la parroquia la primera fundación de este municipio data de 1683. La antigua Sativa también recibió el nombre de CHITAGOTO, por el nombre del cacique indígena que mandaba sobre estas tierras antes de la llegada de los españoles. 
Apoyando esta segunda versión, es muy posible que pueda corresponder a la encomienda de Sativaquira dada a Alonso Pacheco de Carvajal, quien en 1571 la obtuvo por su casamiento con Luisa de Carvajal, hija de Gerónimo de Carvajal quien también era encomendero de Socha por haberla permutado con Juan de Chinchilla por la de Viracacha.
La parroquia también cambio de nombre con el tiempo, al inicio se llamó "Parroquia del Señor San Joseph del Valle de Sativa" después le siguieron los nombres de "San José de Ocavita" y "Limpia Concepción". Actualmente la iglesia lleva el nombre de "Parroquia de San José".
Hasta inicios de la década de los treinta del siglo XX, Sativanorte era uno de los municipios más prósperos del norte de Boyacá. Como se puede leer en los testimonios que se dan de aquella época. 

(...) Existía un colegio para niñas y una escuela urbana con 80 niños, dirigida por el profesor Panqueba. Las niñas que terminaban su primaria las mandaban a Santa Rosa de Viterbo, Duitama o Tunja a continuar estudios.

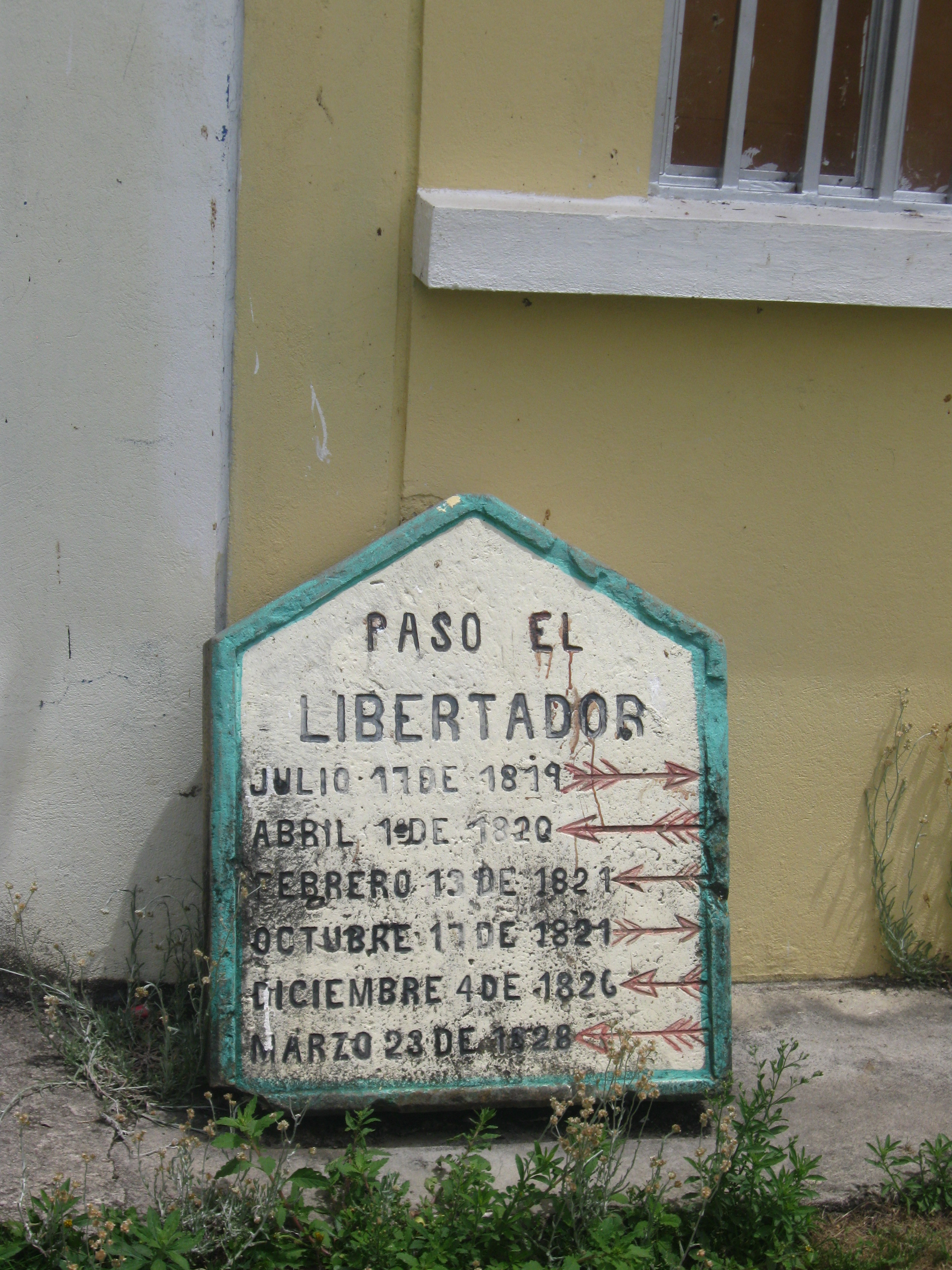
Placa que recuerda el paso de Simón Bolívar por Sativanorte, hoy Sativaviejo.

La iglesia fue construida por los españoles. Tenía en su torre una cruz metálica, con una piedra preciosa incrustada, que giraba. La plaza principal era muy amplia, de unos 200 metros cuadrados, con un mercado semanal muy grande. En una línea se ubicaban las ventas de granos, que se vendían por tazadas. En otra línea estaban los puestos de sal, añil, panela y algodón. También había venta de mantas, lienzos y bayetones. En otro sector estaba la venta de carne. Para cada mercado se sacrificaban 50 y más cabezas de reses, ovejas y chivos.
Hacia 1920, semanalmente los comerciantes movilizaban por el camino de herradura 100 mulas que transportaban, con destino a Socorro, San Gil, Mogotes y Bucaramanga, trigo y sal (que compraban en Chita). De las poblaciones santandereanas regresaban con arroz, café, azúcar, panela, añil y algodón. Al mercado de Sativanorte venían gentes de Onzaga, Paz Vieja, Susacón y Socotá.
En el marco de la plaza principal vivían los dos jefes políticos del pueblo, coincidencialmente, ambos médicos. El jefe conservador era Senén Arenas, el más acatado y quien siempre estaba en función de servir a sus conciudadanos. El liberal, Siervo Mejía, vivía pendiente de sus asuntos particulares.
Para la época no había policía que controlara las riñas que, sin llegar a mayores, eran frecuentes por el consumo de chicha y guarapo. Apenas había un comisario que atajaba los desórdenes y en los cuales siempre imponía paz el doctor Arenas, recuerda don Valentín.
Los campesinos participaban de las fiestas de la Virgen del Carmen, el 16 de julio, que eran muy concurridas, luciendo los mejores trajes. Algunos hombres vestían mantas de la tierra y lienzo, cotizas de fique y sombrero de paja, que llevaba unas varillas para evitar que se les agachara el ala, llamados ilos envigadosi, traidos de Mogotes, y el sombrero Socha que era de paja y fique. Las mujeres vestían de lana, falda y mantellina. Las camisas eran de lienzo adornadas con hilos de diferentes colores, reseña Valentín Jiménez.

En 1932 hubo una fiesta a la Virgen del Carmen muy hermosa. En esa época la carretera venía de Belén para abajo. Un frente de seis cuadras de esa carretera, saliendo de Sativanorte para encontrar la que venía de Belén, se abrió por iniciativa del médico Senén Arenas.
Un pueblo que se resiste a morir. El Tiempo. 23 de diciembre de 1994

La importancia que tuvo esta población se muestra también en el hecho que Simón Bolívar pasara por esta población en seis ocasiones, llegando a pasar algunos días en ella. Ya que era un paso obligado para ir de Tunja a lo que hoy es el departamento de Santander.

### Destrucción de Sativanorte y refundación

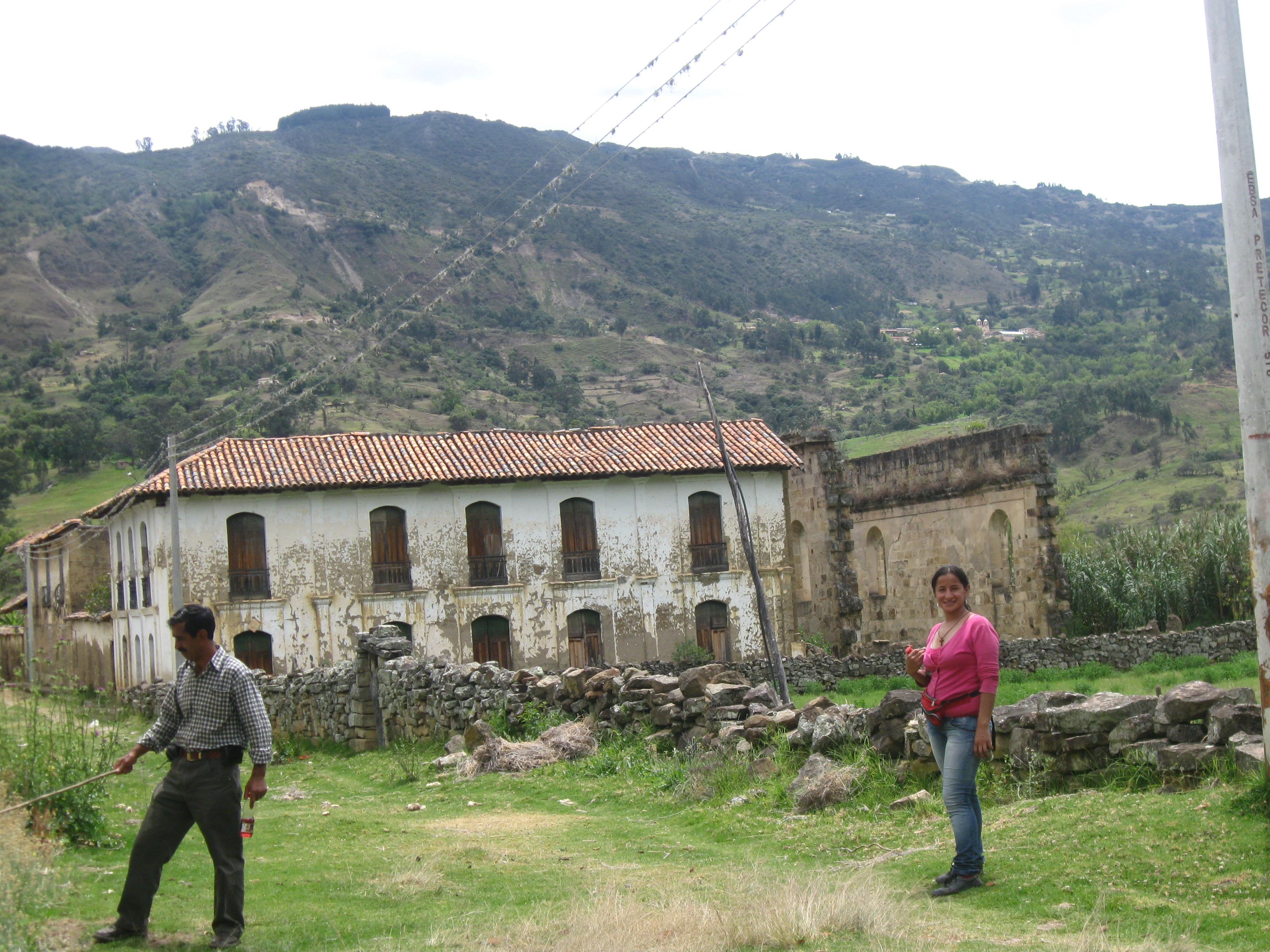
Ruinas de Sativaviejo. Se observa una de las casas de la plaza principal, aún en buen estado, y al lado la nave central de una segunda iglesia, resultado de los fallidos intentos por reconstruir la población.

El 18 de noviembre de 1933 un hundimiento de tierra destruyó casi por completo el casco urbano del municipio. Aunque desde septiembre de ese año un intenso invierno afectaba la zona, sólo hasta el mes de noviembre se sintió su efecto. Cerca de las diez de la mañana se dan primeros reportes confirmando que en el sureste de la población se estaba presentando un derrumbe, comprendido entre un sitio llamado "Los Balcones" y la quebrada Sascanoa. Al poco tiempo salen decenas de habitantes del pueblo advirtiendo que las calles, plazas y casas se estaban agrietando. Los testigos aseguran que lo ocurrido no fue una avalancha, sino un hundimiento de la tierra. A la una de la mañana del 19 de noviembre de 1933, el área urbana de Sativanorte estaba en ruinas.

En ese momento todo el mundo salió de sus casas. Unos corrieron hasta La Luciana, una finca situada a unas cinco cuadras del parque principal y otros hacia El Ensayadero, un punto a un kilómetro del perímetro urbano. Mientras los habitantes despavoridos buscaban refugio, las casas se caían, se desplomaban. El movimiento era cruel. A las seis de la mañana solo se oían lamentos y lloridos y gritos de angustia y de invocación al Santo Cristo, contó don Valentín al recordar que aquel día él se subió a una loma y desde ese punto observó la desgracia que consumió a su pueblo.

Ese día, una señora que estaba embarazada del susto dio a luz y murió. Polonia Patiño fue la víctima, esposa de Juan Álvarez. Su hijo, que posteriormente fue bautizado con el nombre de Carlos, sobrevivió.
Un pueblo que se resiste a morir. Diario El Tiempo. 23 de diciembre de 1994.

Se cuenta que los sucesos ocurridos en Sativanorte fueron previstos por un viajero inglés o estadounidense que, al contemplar el sitio donde estaba el pueblo, alertó sobre la inestabilidad del terreno sobre el cual se erigía, no sin antes reconocer la belleza del paisaje. El pueblo se intentó reconstruir en el mismo lugar del desastre, muestra de ello es que se buscó levantar una nueva iglesia en otro costado de la plaza central. Este intento de reconstrucción fue abandonado por nuevos hundimientos y deslizamientos, los cuales acabaron con las edificaciones que aun quedaban en pie. Actualmente se pueden ver en el antiguo Sativanorte, hoy conocido como Sativaviejo, las ruinas de las dos iglesias. En la hecha por los españoles se mantiene en pie el campanario, cuya cruz fue robada por la piedra preciosa que contenía, en tanto que la iglesia que se levantó tras el hundimiento conserva los muros de la nave central.
Reconstrucción: (pág. 112) En virtud del juramento prestado por el señor presidente del concejo y por los habitantes, la población en masa se dirigió el día primero de enero de 1934 al sitio denominado "EL QUINTAL", a emprender la grandiosa obra de construir a su patria chica SATIVANORTE. 
El día Hoy 13 de enero de 1934, se hizo la fundación del nuevo Sativanorte; en el sitio llamado "EL QUINTAL". En este día se izó el pabellón Nacional y sesionó el honorable concejo, quien declaró fecha fausta para el municipio, el 13 de enero de 1934.
/Reconstrucción QUINTA-PARTE, tomado del libro DETINO HISTORICO DE UN PUEBLO DE AUTORIA DE JULIO DANIEL PARRA CARO TUNJA 1964 PAG 112-113/ 
sólo quedan unas 15 familias en el lugar conocido como Sativaviejo, descendientes de los habitantes que se negaron a trasladarse e intentaron reconstruir sus viviendas en la misma zona.

### Historia reciente

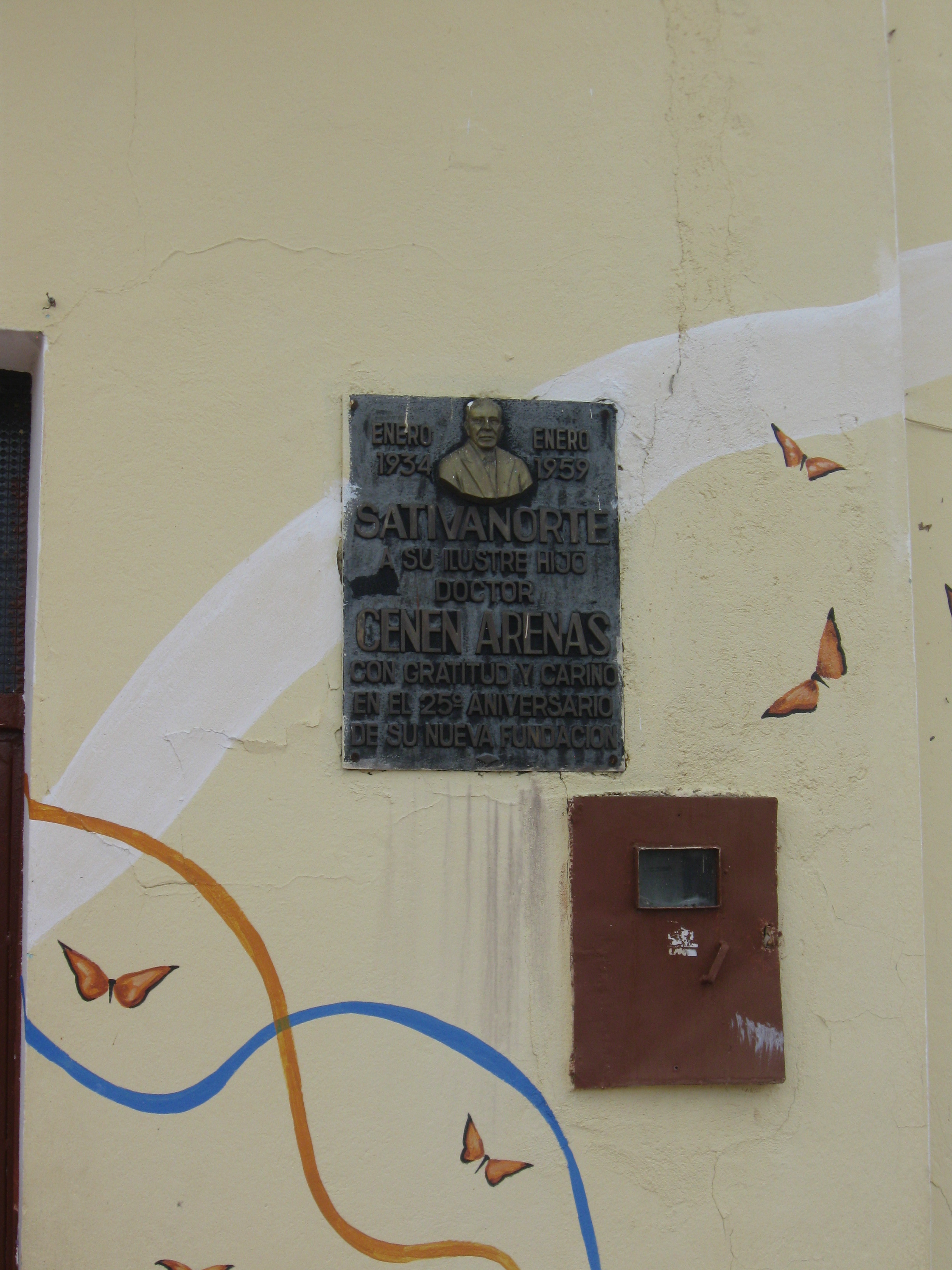
Placa en homenaje al refundador de Sativanorte, Doctor Senén Arenas, en la plaza central del pueblo.

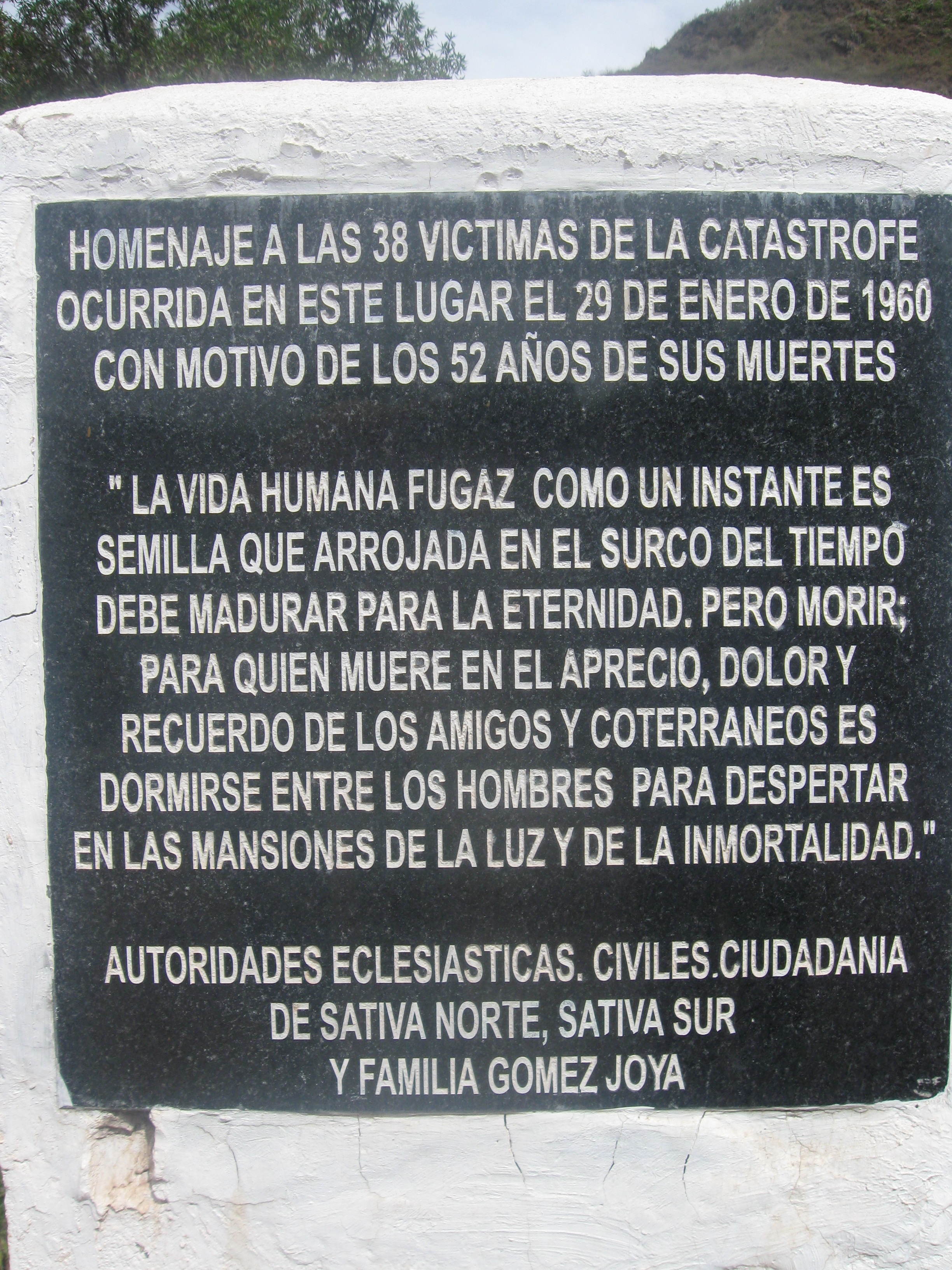
Placa sobre el puente de Fátima que conmemora los 50 años de la tragedia ocurrida en este puente de Sativanorte.

La forma actual del pueblo se conserva casi intacta desde 1939. Sus casas en su mayoría evocan un estilo colonial, pero otras, como la que fuera del Doctor Senén Arenas es de un estilo de los años treinta o cuarenta. Este pueblo ha tenido una vida más bien tranquila, pero hay algunos hechos de relevancia. El primero es la construcción de la Troncal Central del Norte que dejó de lado al pueblo, haciendo que perdiera su relevancia al no ser un paso obligado hacia Cúcuta. Durante el 9 de abril de 1948 no hubo desórdenes en el pueblo y en la época de la violencia de los años cincuenta del siglo XX se mantuvo una relativa calma. Pero el 29 de enero de 1960 se vivió la peor tragedia que ha tenido el nuevo Sativanorte, había fiestas en su hermana población de Sativasur y muchos de sus habitantes se fueron a ellas. Al volver, ellos tomaban diferentes medios para llegar. Uno de estos medios fue usar un camión de carga, así salió de Sativasur un camión totalmente cargado con cerca de 70 personas más sus equipajes. En el sitio conocido como el puente de Fátima este camión perdió el control, aparentemente por una falla en los frenos, se salió de la vía y golpeo a gran velocidad el separador del puente para finalmente caer a la quebrada que atravesaba el puente. Una caída de unos 20 metros. La consecuencia fue la muerte de 38 habitantes de Sativa Norte, incluyendo la desaparición casi total de la familia Lizarazo. En el lugar de la tragedia hay unas lápidas que recuerdan este suceso, y a sus víctimas.
En años recientes, Sativanorte fue víctima de la violencia de la guerrilla de las FARC-EP. A inicio del siglo XXI tuvo dos tomas guerrilleras que destruyeron la estación de policía y algunas viviendas del casco urbano. El 24 de noviembre de 2002 apareció el cadáver del entonces alcalde Arturo Hernán Báez Gómez, en la vereda de La Chupa de Susacón, este alcalde fue asesinado por las FARC-EP después de ser secuestrado el viernes anterior en la región conocida como "Aguas Calientes" de Sativanorte.

## Economía

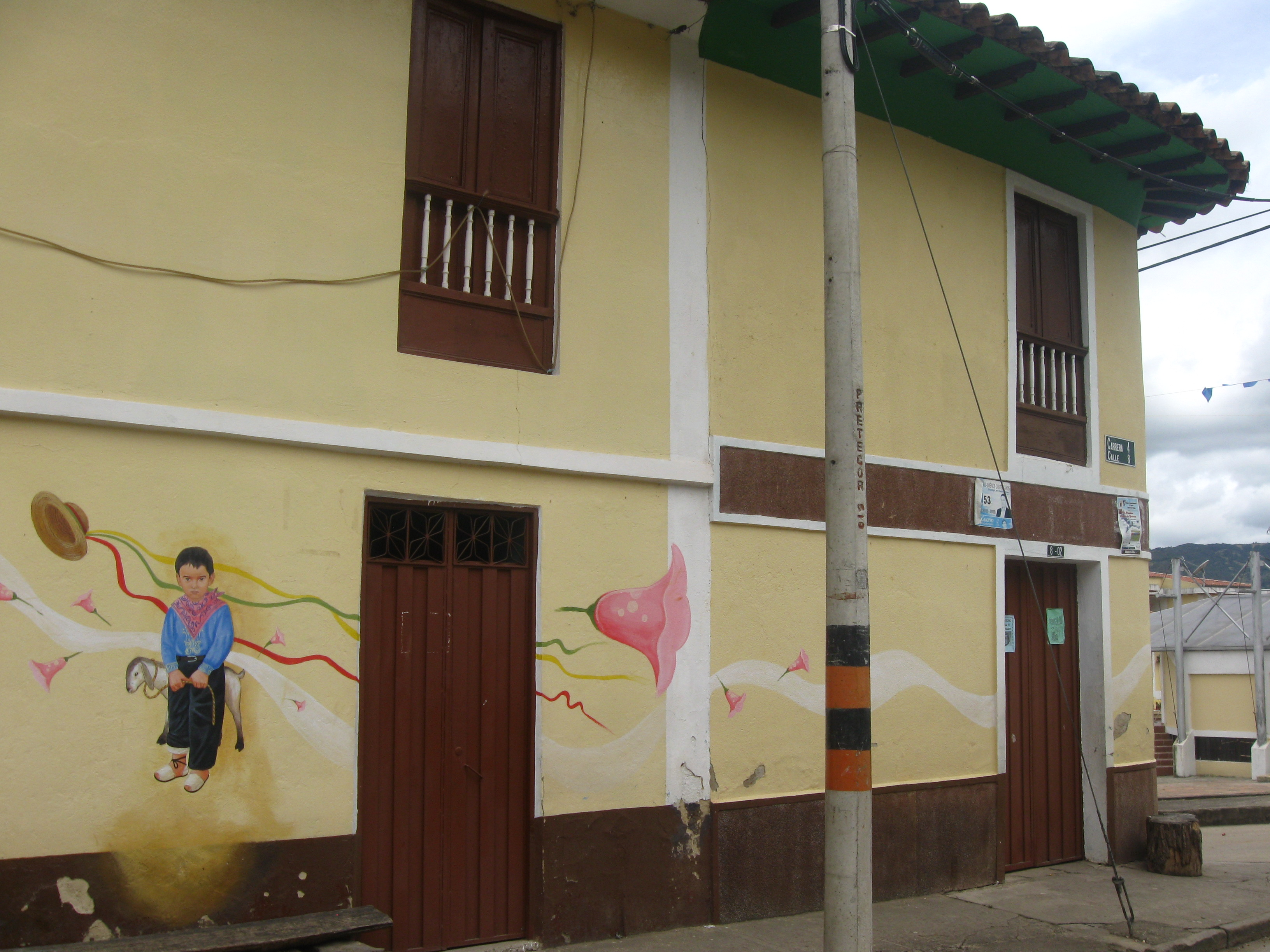
Muestra de la decoración en las calles de Sativanorte.

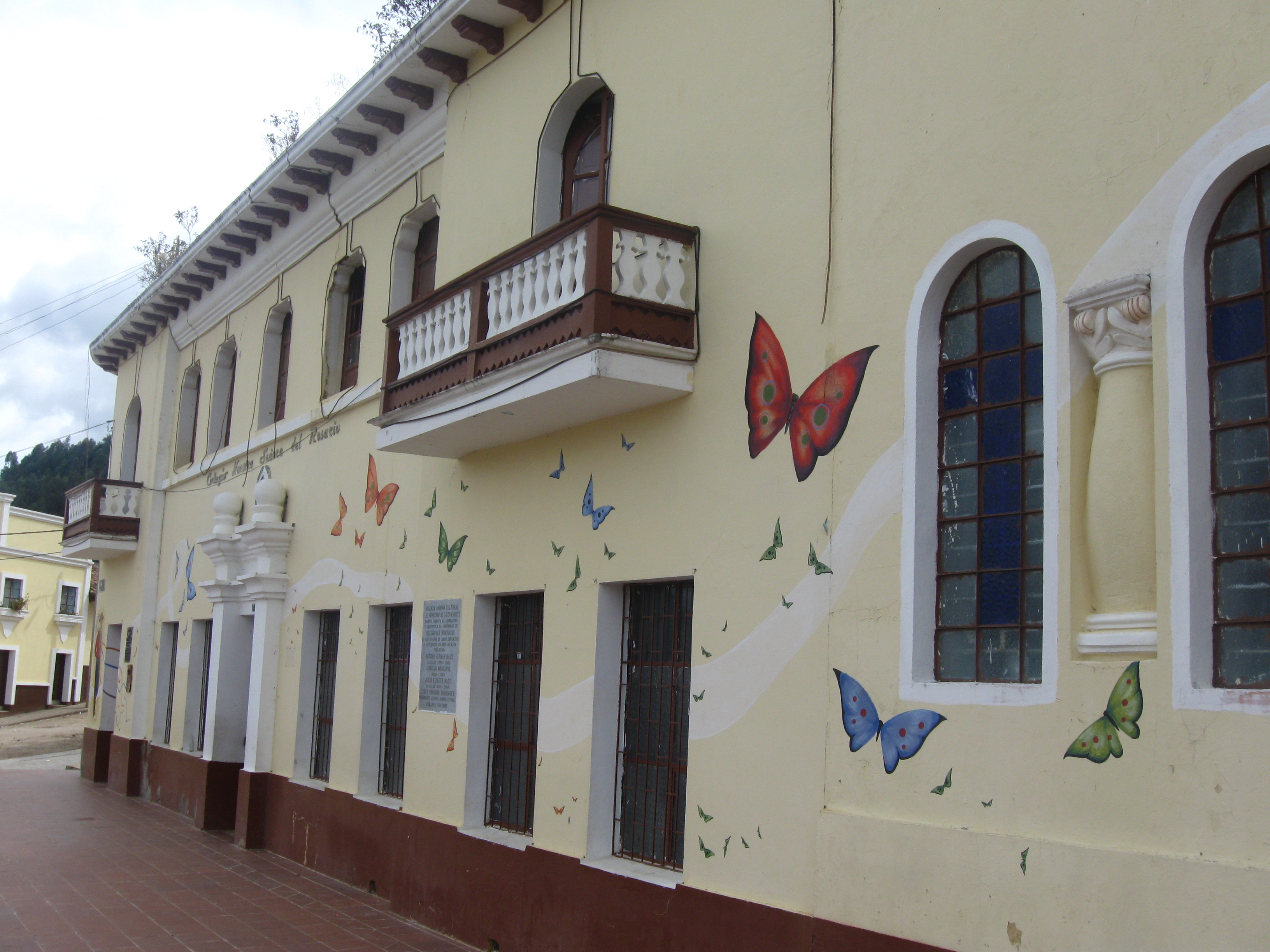
Colegio de Sativanorte.

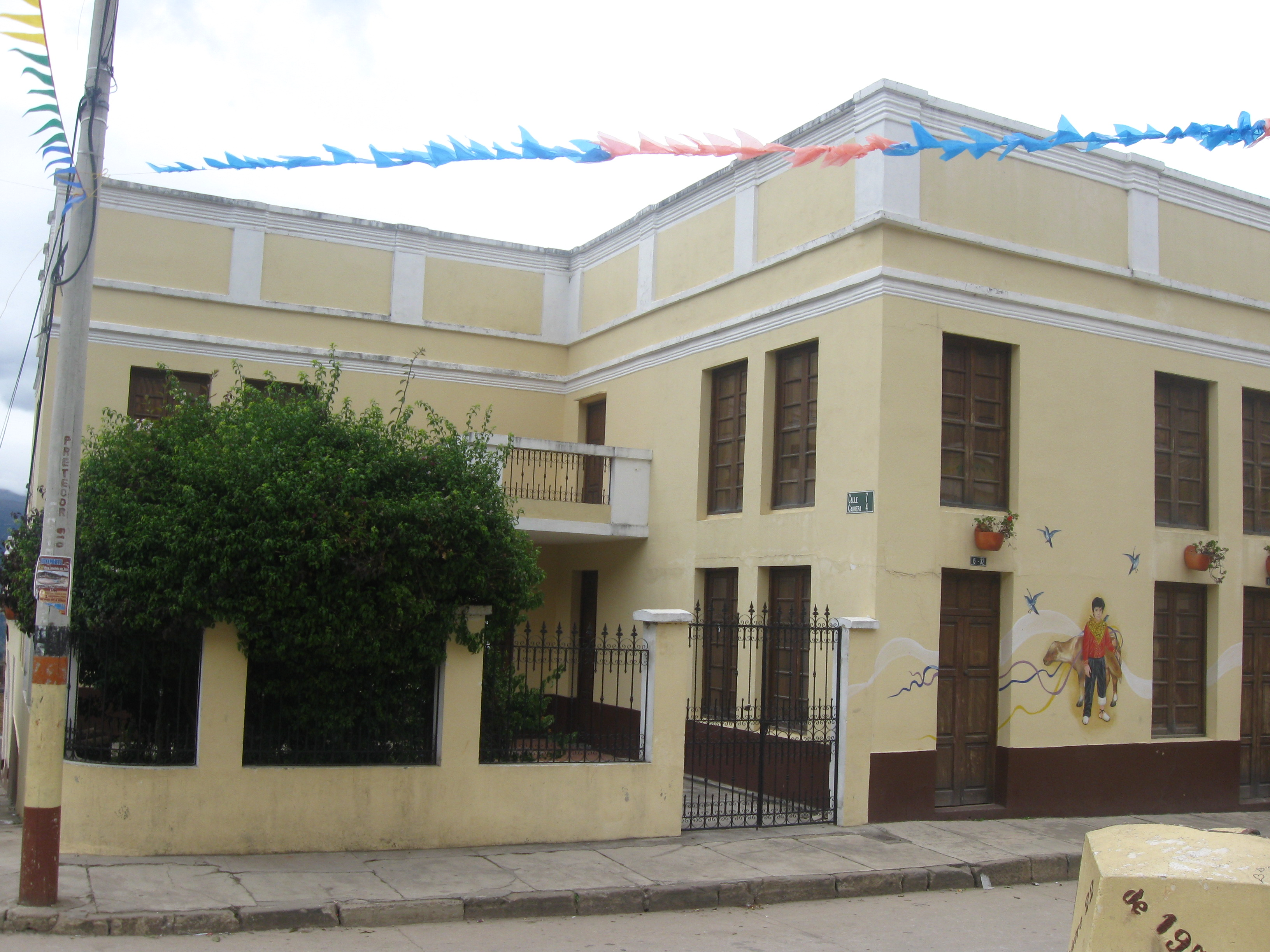
Casa del refundador del Pueblo, Doctor Senen Arenas.

Las principales actividades del municipio son la agricultura, la ganadería, la minería y el turismo. La agricultura que se practica actualmente es de sobrevivencia, no se encuentran grandes cultivos sino prevalecen el minifundio y las pequeñas huertas donde los campesinos obtienen sus alimentos diarios. En cuanto la ganadería se encuentra la cría de aves de corral, principalmente gallinas, la cría de ovejas y chivos (plato típico de Boyacá), además de vacas lecheras que se encuentran en pequeños grupos. La leche obtenida por los campesinos es recogida todas las mañanas por camiones que llevan esta leche al municipio de Belén para ser procesada, esta actividad es la fuente principal de ingresos de los campesinos. La minería es la del Carbón, se encuentran minas de este mineral al norte del municipio, siendo estas de poca técnica y potencialmente peligrosas. En cuanto al turismo se puede decir que se centra en las fiestas del pueblo que curren la primera semana de julio, el pueblo es pintado con retratos de los habitantes más reconocidos o con dibujos de su flora o fauna. Otras fechas donde los turistas llegan, siendo principalmente descendientes de los habitantes que emigraron a las grandes ciudades ocurre a final de año, durante los meses de diciembre y enero.

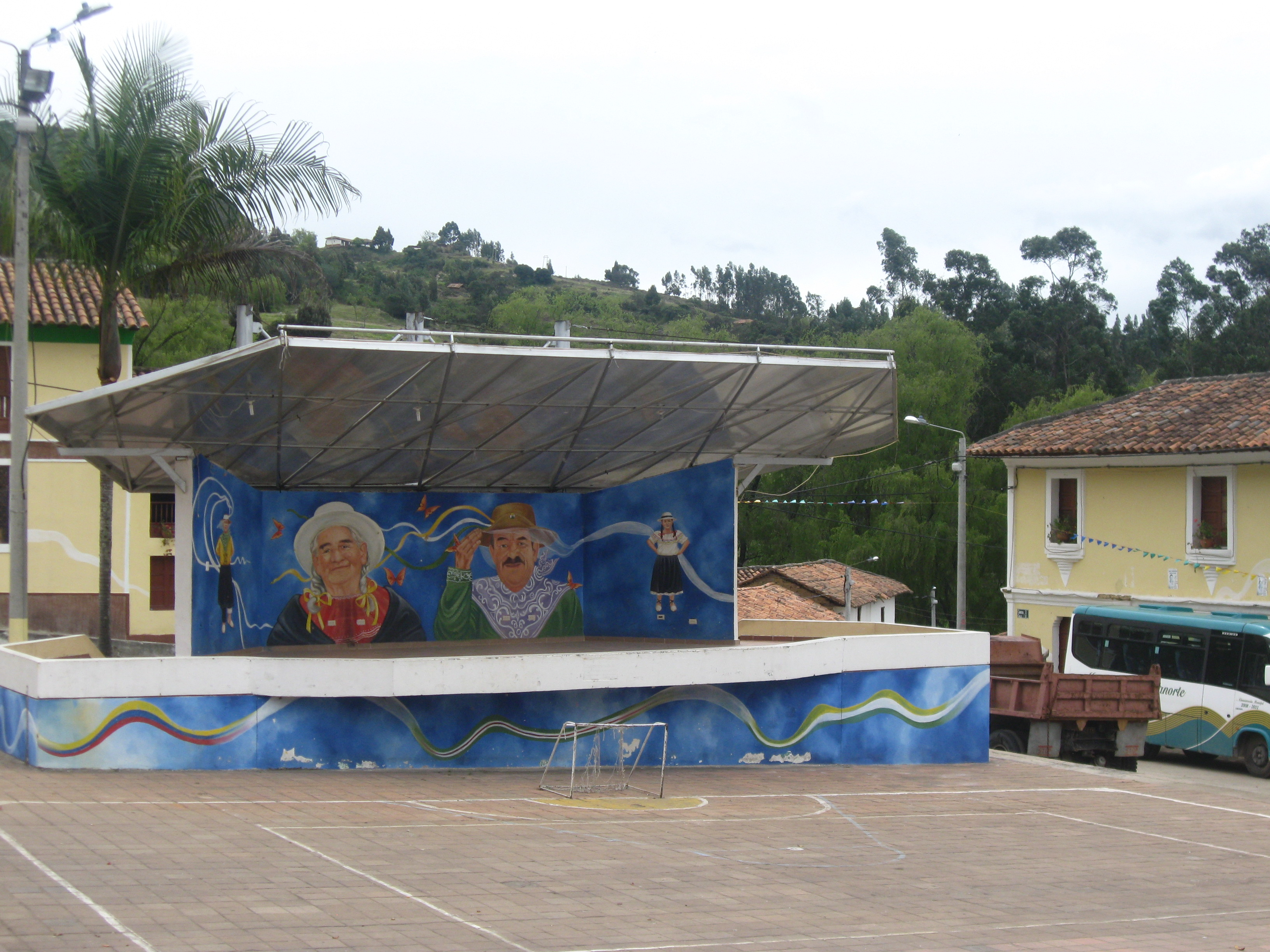
Concha acústica de Sativanorte, en el parque principal

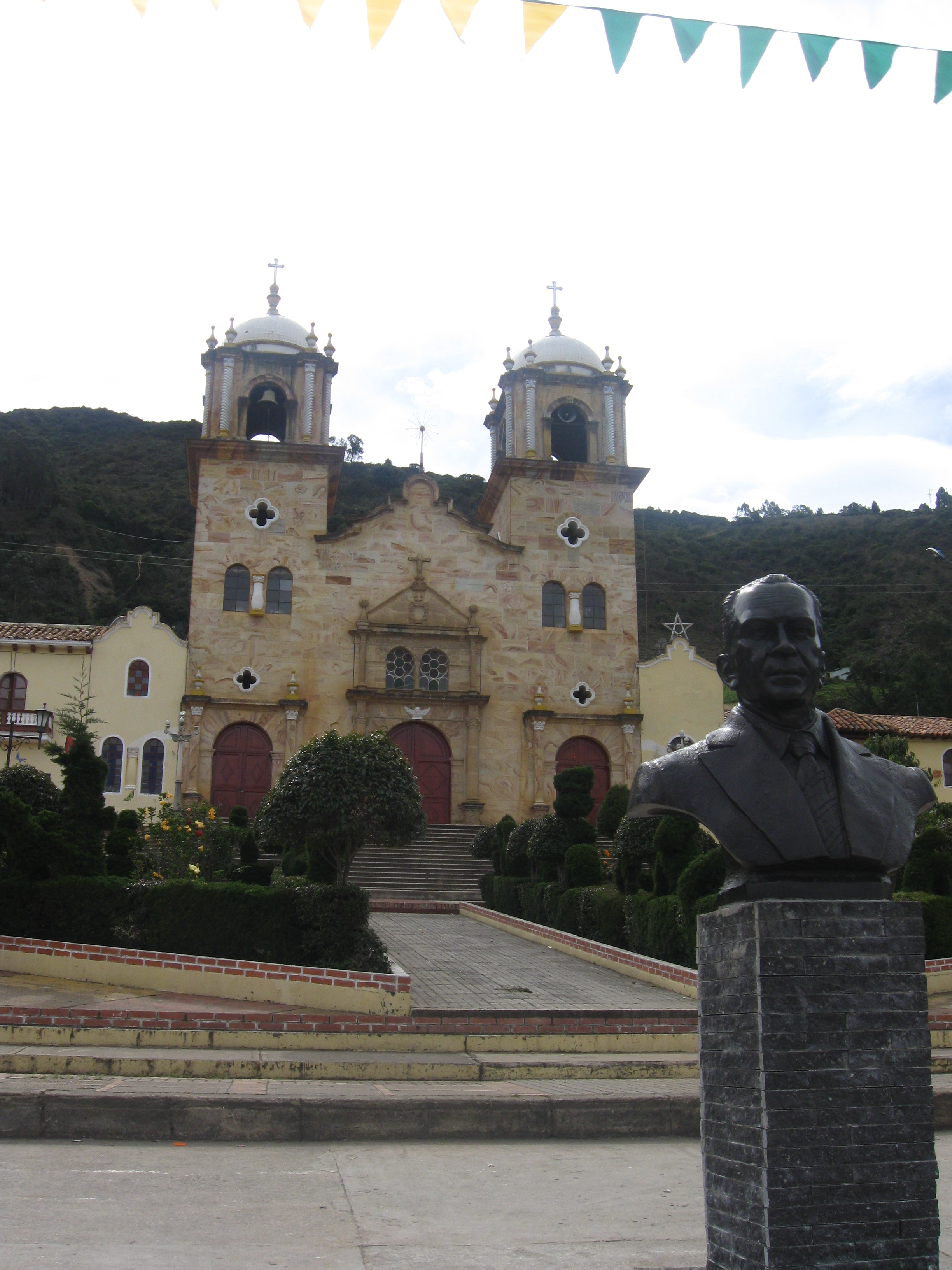
Monumento a Pacho Loco, busto mal hecho al fundador del pueblo

## Himno Municipal
Mediante el acuerdo N.º 032 de 30 de noviembre de 2020, por medio del cual se institucionaliza y se adopta oficialmente el himno del municipio de Sativanorte, Boyacá. Acuerda en el artículo PRIMERO. Adóptese y reconózcase oficialmente como himno del municipio de Sativanorte, cuyo autor es el señor, EDDER ANTONIO ESTUPIÑAN PAREDES. Compositor y arreglo CESAR AUGUSTO CANO ARTEAGA, y su banda sinfónica. PARAGRAFO TERCERO. Para todos los efectos del presente acuerdo el HIMNO DE SATIVANORTE BOYACA, deberá ser interpretado de la siguiente forma: CORO, ESTROFA I Y II, CORO; ESTROFA III Y IV y termina con el coro.
El honorable concejo municipal de Sativanorte Boyacá, haciendo uso de sus facultades constitucionales y legales firman el presente cuerdo a los treinta días del mes de noviembre del año 2020
Himno al Municipio de
SATIVANORTE, BOYACA.
CORO
Hoy yo quiero honrar a mi Pueblo
Con orgullo le voy a cantar
Y decirle a mi Sativanorte
Que es ejemplo de romance y paz (bis)  
I
Sus montañas están adornadas
Flora y fauna, fresco manantial Y de paso allá en la madrugada
Un concierto de aves escuchar.
ll
Campesinos que surcan la tierra
Y cultivan sus campos de amor 
En su frente llevan con orgullo 
Ser del norte, iSativeño soy!
III
En la noche lo alumbra la luna,
En el día lo calienta el sol,
Mariposas que van jugueteando 
Adornando sus campos en flor
IV
Es la historia del Pueblo querido 
Mientras viva yo lo quiero amar 
Y decirle a propios y turistas 
Este es el paraíso terrenal!
https://www.youtube.com/watch?v=DgWO0MRVlgY